# ایزیکیل آگوئرو
ایزیکیل آگوئرو (انگلیسی: Ezequiel Agüero؛ زادهٔ ۷ آوریل ۱۹۹۴) بازیکن فوتبال اهل آرژانتین است.
وی همچنین در تیم ملی فوتبال مالزی بازی کرده‌است.